# Antoninus Liberalis

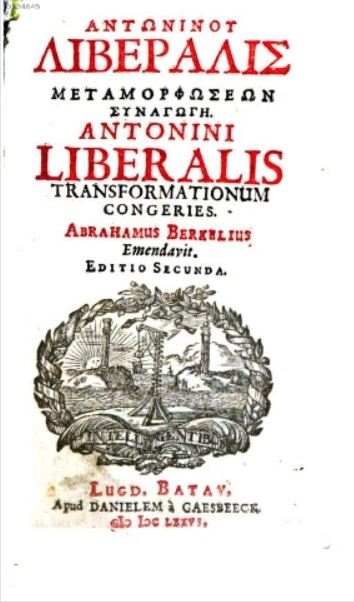
Antoninus Liberalis Transformationum congeries, Ausgabe von 1676

Antoninus Liberalis war ein griechischer Schriftsteller und Mythograph im 2. Jahrhundert n. Chr., wahrscheinlich ein Freigelassener des Kaisers Antoninus Pius.
Das einzige von ihm erhaltene, uns überlieferte Werk ist seine aus 41 Verwandlungssagen bestehende Sammlung von Metamorphosen (Μεταμορφώσεων συναγωγή), die ihr inhaltliches Material großteils aus älteren, nunmehr verlorenen Quellen (etwa Nikandros aus Kolophon und Boios) entlehnt. Durch diesen Brückenschlag ist sein Werk für die heutige Forschung ungemein wichtig.